# Каучуковая лихорадка

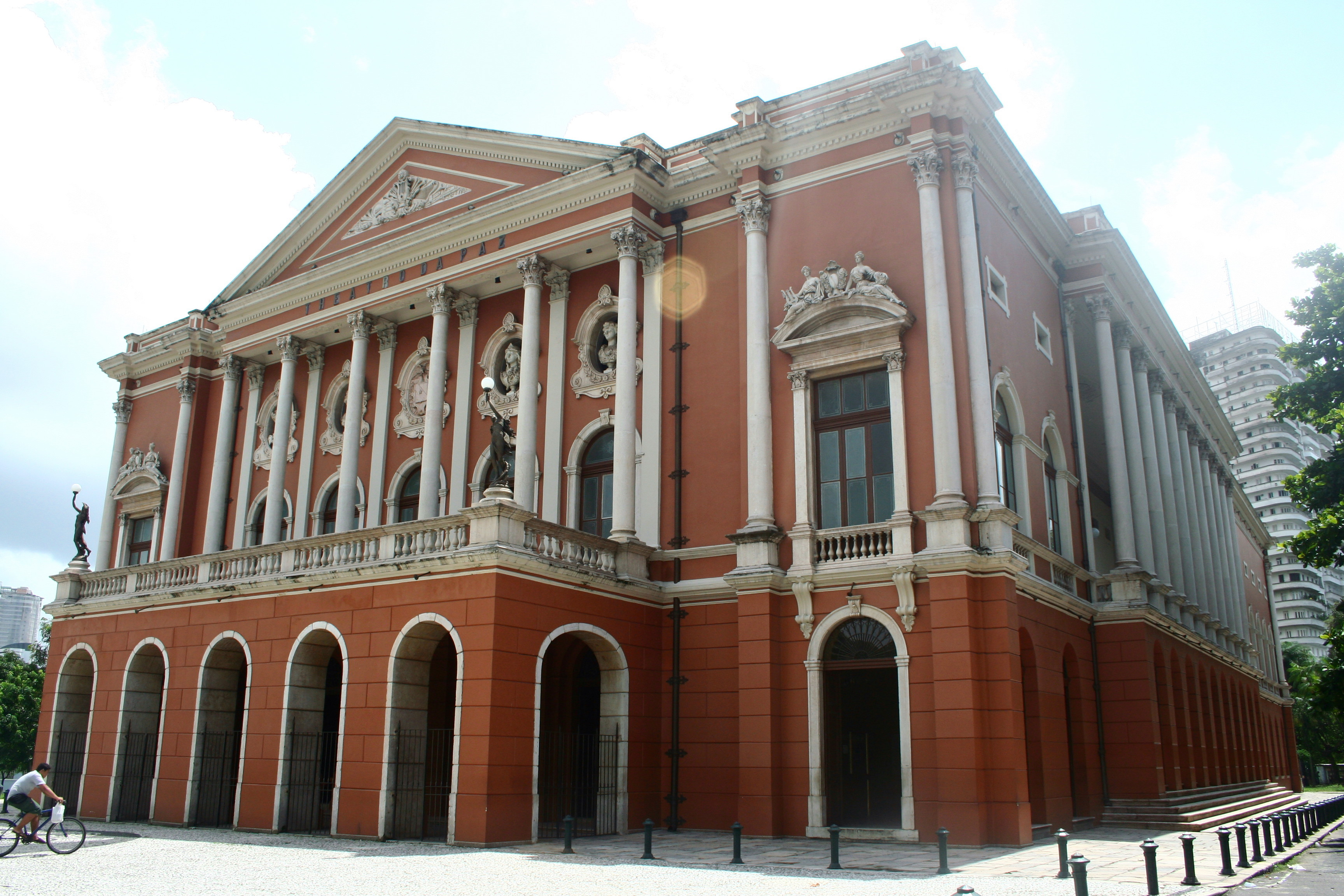
Беленский театр — одно из первых зданий, построенных на гребне каучуковой лихорадки

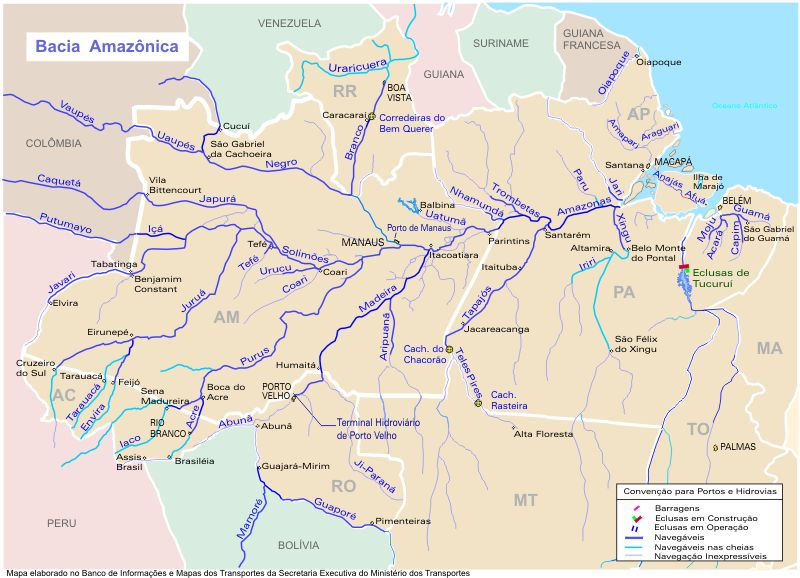
Карта, показывающая регион Амазонии, который претерпел каучуковую лихорадку. Он включает части Бразилии и Боливии вдоль рек Мадейра, Маморе и Гуапоре, рядом с которыми была построена железная дорога Мадейра — Маморе.

Каучуковая лихорадка — массовое производство каучука в Бразилии во второй половине XIX и начале XX веков и стремительное освоение Амазонии, связанное с добычей и продажей каучука. Резкий рост добычи каучука в Бразилии стал причиной ускорения экспансии европейских колонизаторов на континенте, роста иммиграции, увеличения богатства, культурных и общественных изменений и хаоса среди коренного населения. Она способствовала росту таких городов, как Манаус, Порту-Велью, Белен, строительству железной магистрали Мадейра — Маморе. Каучуковая лихорадка происходила преимущественно с 1879 по 1912 год.

## Латинская Америка
Первая каучуковая «лихорадка» охватила латиноамериканские страны Амазонского бассейна между 1879 и 1912 годами. Наибольшую известность в мире получила каучуковая лихорадка в Бразилии, ознаменовавшая собой прекрасную эпоху в жизни страны. Значительной по своим масштабам и значению была также каучуковая лихорадка в Перу. В меньшей степени ей также были затронуты периферийные регионы таких стран как Боливия, Колумбия и Эквадор.
Каучук стал очередной латиноамериканской монокультурой. Экспорт каучукового сырья привёл к притоку в эти страны иностранной валюты, однако до 90 % выручки тратилось бразильцами на потребление импортных товаров (в особенности предметов роскоши), а не на укрепление собственных производств. На выручку от каучука были возведены театр Амазонас в Манаусе, а также Железный дом в городе Икитос (Перу). Плохая организация работы, тяжёлые условия труда, появление новых вирусов, поразивших каучуконосные деревья, а также усиление конкуренции со стороны Великобритании, стремившейся получать каучук в своих экваториальных колониях, привели к спаду производства. Бум закончился почти так же внезапно, как и начался. Многие сказочно богатые плантаторы разорились, а рабочие были брошены в сельве на произвол судьбы. Тем не менее, каучуковая лихорадка дала начало современному освоению региона: тогда были заложены новые города, построены железные дороги, созданы зачатки инфраструктуры.

## Азия и Африка
В 1879 году англичанин Генри Уикем контрабандой вывез около 40 тыс. семян гевеи в Лондон. К 1914 году обширные плантации этого дерева были созданы в британской Малайзии, а позднее в других экваториальных странах Азии и Африки. Благодаря высокой плотности плантаций производство каучука было более выгодным, чем в Южной Америке. Кроме того, в новых странах отсутствовали специфические грибки, которые в Амазонии естественным образом регулируют численность гевеи.

## Вторая фаза латиноамериканской лихорадки
В 1942—1945 годах союзник фашистской Германии Япония захватила большинство европейских колоний в юго-восточной Азии. Промышленность США и Великобритании остро нуждалась в каучуке в годы войны. Поэтому спрос возник даже на низкокачественное бразильское сырьё. В эти годы на выручку от продажи каучука бразильцы возвели беленский Гранд-Отель.